# Anomaloglossus lacrimosus
Espèce
Synonymes
- Colostethus lacrimosus Myers, 1991

Statut de conservation UICN

 DD  : Données insuffisantes
Anomaloglossus lacrimosus est une espèce d'amphibiens de la famille des Aromobatidae.

## Répartition
Cette espèce est endémique de Colombie. Elle se rencontre entre 100 et 640 m d'altitude dans les bassins des Río Atrato, Río San Juan et Río Guanguí dans les départements de Cauca, de Valle del Cauca et de Chocó.

## Publication originale
- Myers, 1991 : Distribution of the dendrobatid frog Colostethus chocoensis and description of a related species occurring macrosympatrically. American Museum Novitates, no 3010, p. 1-15 (texte intégral).